# Arrondissement Philippeville
Het arrondissement Philippeville is een van de drie arrondissementen van de provincie Namen. Het arrondissement heeft een oppervlakte van 910,91 km² en telde 66.833 inwoners op 1 januari 2025.
Het arrondissement is enkel een bestuurlijk arrondissement. Gerechtelijk behoren alle gemeenten tot het gerechtelijk arrondissement Dinant.

## Geschiedenis
Het arrondissement Philippeville ontstond in 1816 uit het arrondissement Rocroi. Volgens het Tweede Vredesverdrag van Parijs van 20 november 1815 diende Frankrijk de kantons Couvin, Florennes, Philippeville en Walcourt aangevuld met nog enkele gemeenten uit de kantons Fumay en Givet af te staan aan het Verenigd Koninkrijk der Nederlanden. Het volledige gebied werd het nieuwe arrondissement Philippeville.
In 1977 werden de toenmalige opgeheven gemeenten Agimont, Anthée, Hermeton-sur-Meuse en Serville afgestaan aan het arrondissement Dinant. Verder werden Biesmerée, Oret en Stave afgestaan aan het arrondissement Namen. Van datzelfde arrondissement werd een gebiedsdeel van Mettet aangehecht.

## Gemeenten en deelgemeenten
Gemeenten:
- Cerfontaine
- Couvin (stad)
- Doische
- Florennes
- Philippeville (stad)
- Viroinval
- Walcourt (stad)

Deelgemeenten:
| - Aublain - Berzée - Boussu-en-Fagne - Brûly - Brûly-de-Pesche - Castillon - Cerfontaine - Chastrès - Clermont - Corenne - Couvin - Cul-des-Sarts - Dailly - Daussois - Doische - Dourbes - Fagnolle - Flavion - Florennes - Fontenelle - Fraire - Franchimont - Frasnes - Gimnée - Gochenée - Gonrieux - Gourdinne - Hanzinelle |

| - Hanzinne - Hemptinne - Jamagne - Jamiolle - Laneffe - Le Mesnil - Mariembourg - Matagne-la-Grande - Matagne-la-Petite - Mazée - Merlemont - Morialmé - Morville - Neuville - Nismes - Niverlée - Oignies-en-Thiérache - Olloy-sur-Viroin - Omezée - Pesche - Petigny - Petite-Chapelle - Philippeville - Presgaux - Pry - Rognée - Roly |

| - Romedenne - Romerée - Rosée - Saint-Aubin - Samart - Sart-en-Fagne - Sautour - Senzeille - Silenrieux - Somzée - Soulme - Soumoy - Surice - Tarcienne - Thy-le-Bauduin - Thy-le-Château - Treignes - Vaucelles - Vierves-sur-Viroin - Villers-Deux-Églises - Villers-en-Fagne - Villers-le-Gambon - Vodecée - Vodelée - Vogenée - Walcourt - Yves-Gomezée |

## Demografische evolutie
- Bron:NIS - Opm:1816 t/m 1980=volkstellingen; vanaf 1990= inwoneraantal per 1 januari

| Inwoners van jaar tot jaar op 1 januari 1992 tot heden | Inwoners van jaar tot jaar op 1 januari 1992 tot heden | Inwoners van jaar tot jaar op 1 januari 1992 tot heden |
| Jaar                                                   | Aantal                                                 | Evolutie: 1992=index 100                               |
| ------------------------------------------------------ | ------------------------------------------------------ | ------------------------------------------------------ |
| 1992                                                   | 59.375                                                 | 100,0                                                  |
| 1993                                                   | 59.950                                                 | 101,0                                                  |
| 1994                                                   | 60.007                                                 | 101,1                                                  |
| 1995                                                   | 60.284                                                 | 101,5                                                  |
| 1996                                                   | 60.530                                                 | 101,9                                                  |
| 1997                                                   | 60.763                                                 | 102,3                                                  |
| 1998                                                   | 60.867                                                 | 102,5                                                  |
| 1999                                                   | 61.197                                                 | 103,1                                                  |
| 2000                                                   | 61.493                                                 | 103,6                                                  |
| 2001                                                   | 61.733                                                 | 104,0                                                  |
| 2002                                                   | 61.875                                                 | 104,2                                                  |
| 2003                                                   | 62.170                                                 | 104,7                                                  |
| 2004                                                   | 62.492                                                 | 105,2                                                  |
| 2005                                                   | 62.717                                                 | 105,6                                                  |
| 2006                                                   | 63.138                                                 | 106,3                                                  |
| 2007                                                   | 63.646                                                 | 107,2                                                  |
| 2008                                                   | 64.112                                                 | 108,0                                                  |
| 2009                                                   | 64.392                                                 | 108,4                                                  |
| 2010                                                   | 64.811                                                 | 109,2                                                  |
| 2011                                                   | 65.449                                                 | 110,2                                                  |
| 2012                                                   | 65.840                                                 | 110,9                                                  |
| 2013                                                   | 65.928                                                 | 111,0                                                  |
| 2014                                                   | 66.149                                                 | 111,4                                                  |
| 2015                                                   | 66.520                                                 | 112,0                                                  |
| 2016                                                   | 66.484                                                 | 112,0                                                  |
| 2017                                                   | 66.409                                                 | 111,8                                                  |
| 2018                                                   | 66.405                                                 | 111,8                                                  |
| 2019                                                   | 66.355                                                 | 111,8                                                  |
| 2020                                                   | 66.315                                                 | 111,7                                                  |
| 2021                                                   | 66.292                                                 | 111,6                                                  |
| 2022                                                   | 66.592                                                 | 112,2                                                  |
| 2023                                                   | 66.748                                                 | 112,4                                                  |
| 2024                                                   | 66.863                                                 | 112,6                                                  |
| 2025                                                   | 66.833                                                 | 112,6                                                  |

Aalst · Aarlen · Aat · Antwerpen · Bastenaken · Bergen · Borgworm · Brugge · Brussel-Hoofdstad · Charleroi · Dendermonde · Diksmuide · Dinant · Doornik-Moeskroen · Eeklo · Gent · Halle-Vilvoorde · Hasselt · Hoei · Ieper · Kortrijk · La Louvière · Leuven · Luik · Maaseik · Marche-en-Famenne · Mechelen · Namen · Neufchâteau · Nijvel · Oostende · Oudenaarde · Philippeville · Roeselare · Sint-Niklaas · Thuin · Tielt · Tongeren · Turnhout · Verviers · Veurne · Virton · Zinnik